# Mariana Mesa
Mariana Mesa Pineda (Pereira, 1 de abril de 1980) es una extenista y comentarista deportiva colombiana.

## Trayectoria
Mariana Mesa, que creció en la ciudad de Pereira, hizo su debut en la Fed Cup en 1995, acababa de cumplir 15 años. Ella apareció en un total de 12 empates para Colombia durante su carrera, principalmente como jugadora de dobles, ganando siete partidos en general.
En el WTA Tour, hizo la mayoría de sus apariciones en el cuadro principal de su evento en casa, la Copa Colsanitas, jugando en todas las ediciones del torneo desde 1998 hasta 2000. Tuvo su mejor actuación en 1998, cuando hizo la ronda de 16 de sencillos y fue semifinalista de dobles. Su único cuadro principal de singles fue en el Abierto de Brasil de 1999, que realizó como eliminatoria.
Mesa alcanzó el mejor ranking de singles en la gira de 251 en el mundo y ganó cuatro torneos de la ITF. Como jugadora de dobles, tenía un ranking superior de 161, con siete títulos de la ITF.
En los Juegos Olímpicos de verano de 2000 en Sídney, Mesa representó a Colombia en la competencia de dobles, con Fabiola Zuluaga como su compañera.